# Parafia Najświętszej Maryi Panny Królowej Polski w Łukęcinie
Parafia pod wezwaniem Najświętszej Maryi Panny Królowej Polski w Łukęcinie – parafia rzymskokatolicka, należąca do dekanatu Kamień Pomorski, archidiecezji szczecińsko-kamieńskiej, metropolii szczecińsko-kamieńskiej. Siedziba parafii mieści się w Łukęcinie przy ulicy Morskiej. Prowadzą ją ojcowie Paulini.
Parafia została ustanowiona 3 maja 1998 roku przez arcybiskupa Mariana Przykuckiego, co zapoczątkowało prowadzenie ksiąg metrykalnych. Pierwszym proboszczem został o. Konrad Komor, któremu powierzono zorganizowanie działalności duszpasterskiej. Początkowo msze odbywały się w ośrodkach wypoczynkowych, a budowę kościoła rozpoczęto w listopadzie 2001 roku. Kamień węgielny, pobłogosławiony przez papieża Jana Pawła II na Jasnej Górze w 1999 roku, wmurowano w czerwcu 2002 roku. Prace budowlane trwały do 2008 roku, kiedy to 3 maja nastąpiła konsekracja kościoła przez arcybiskupa Zygmunta Kamińskiego.

## Kościół parafialny
Kościół Najświętszej Maryi Panny Królowej Polski w Łukęcinie